# Айслінн Дербес
Айслінн Дербес (ісп. Aislinn Derbez; нар. 18 березня 1987, Вотсонвілл, Санта-Крус, Каліфорнія) — мексиканська акторка театру, кіно та телебачення.

## Вибрана фільмографія
- Небо в твоїх очах (2012)
- Виноградник (2014)
- Дім квітів / La casa de las flores — Елена де ла Мора
- Дім квітів: Фільм / La casa de las flores: la película — Елена де ла Мора